# Tjentište
Tjentište (v srbské cyrilici Тјентиште) je vesnice na jihovýchodě Bosny a Hercegoviny, v Republice srbské. Administrativně spadá pod opštinu Foča. Podle sčítání lidu z roku 2013 zde žilo 88 obyvatel, což je výrazný pokles oproti roku 1991, kdy zde žilo 393 obyvatel.
Vesnice se nachází v údolí řeky Sutjeska, obklopují ji husté lesy a vysoké hory národního parku Sutjeska. Význam Tjentište je turistický (je výchozím bodem horských túr, včetně výstupu na vrchol Maglić), i historický; v její blízkosti probíhala v roce 1942 Bitva o Sutjesku, kde se střetli partyzáni s německým vojskem. Na počest této bitvy byl jižně od vesnice vybudován brutalistický památník, známý jako tzv. „údolí hrdinů“.
Pohoří v okolí Tjentište nesou názvy Ozren, Zelengora, Milinklada, Ljubin Grob, Volujak, Maglić, Vučevo, Peručica a Dragoš-sedlo. Přístupové cesty k vesnici, kterou prochází významný silniční dopravní tah ve směru Foča-Gacko, jsou vedeny úzkými horskými kaňony.